# Jumellea confusa
Jumellea confusa är en orkidéart som först beskrevs av Rudolf Schlechter, och fick sitt nu gällande namn av Rudolf Schlechter. Jumellea confusa ingår i släktet Jumellea och familjen orkidéer. Inga underarter finns listade i Catalogue of Life.

## Bildgalleri

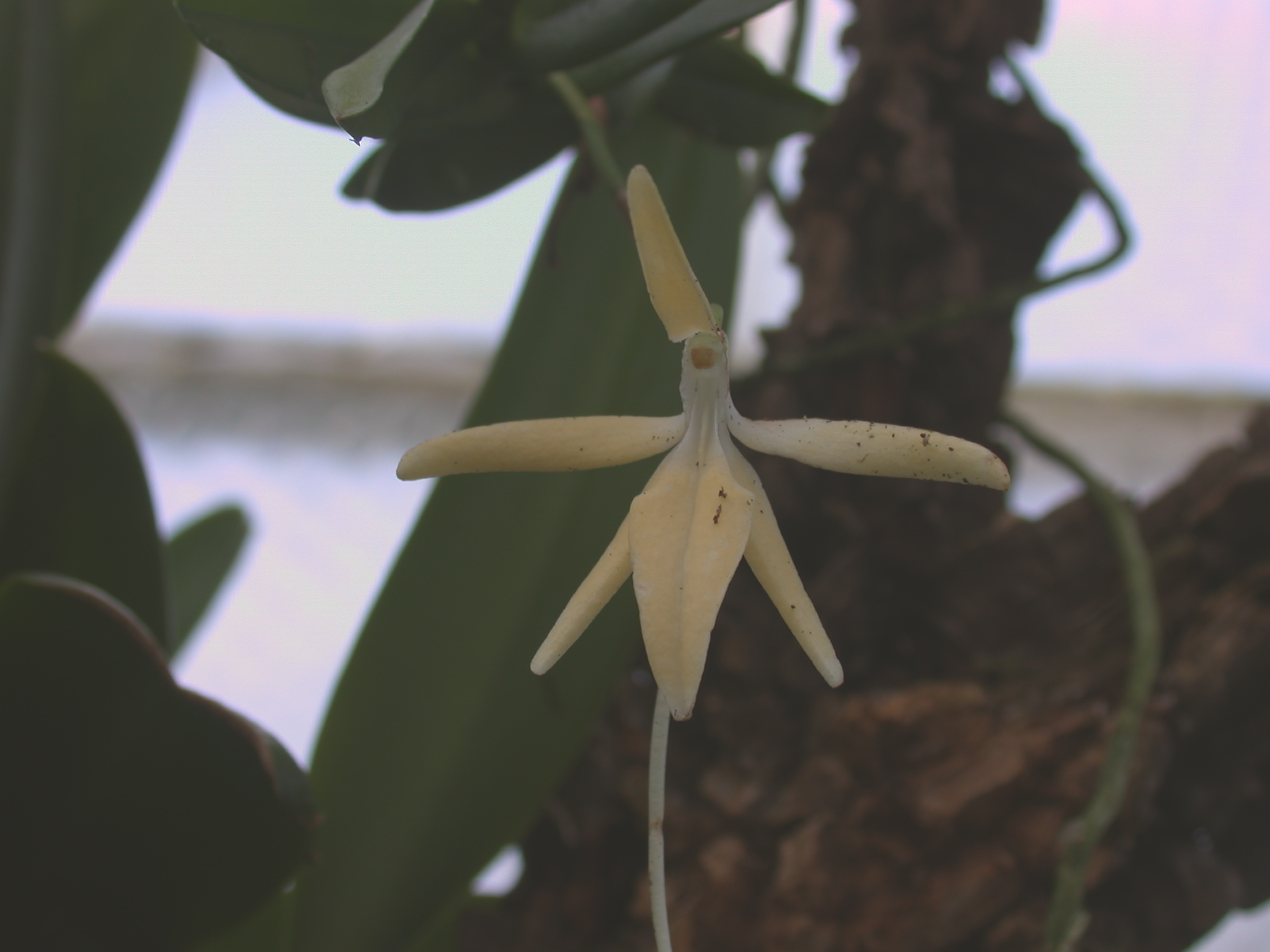
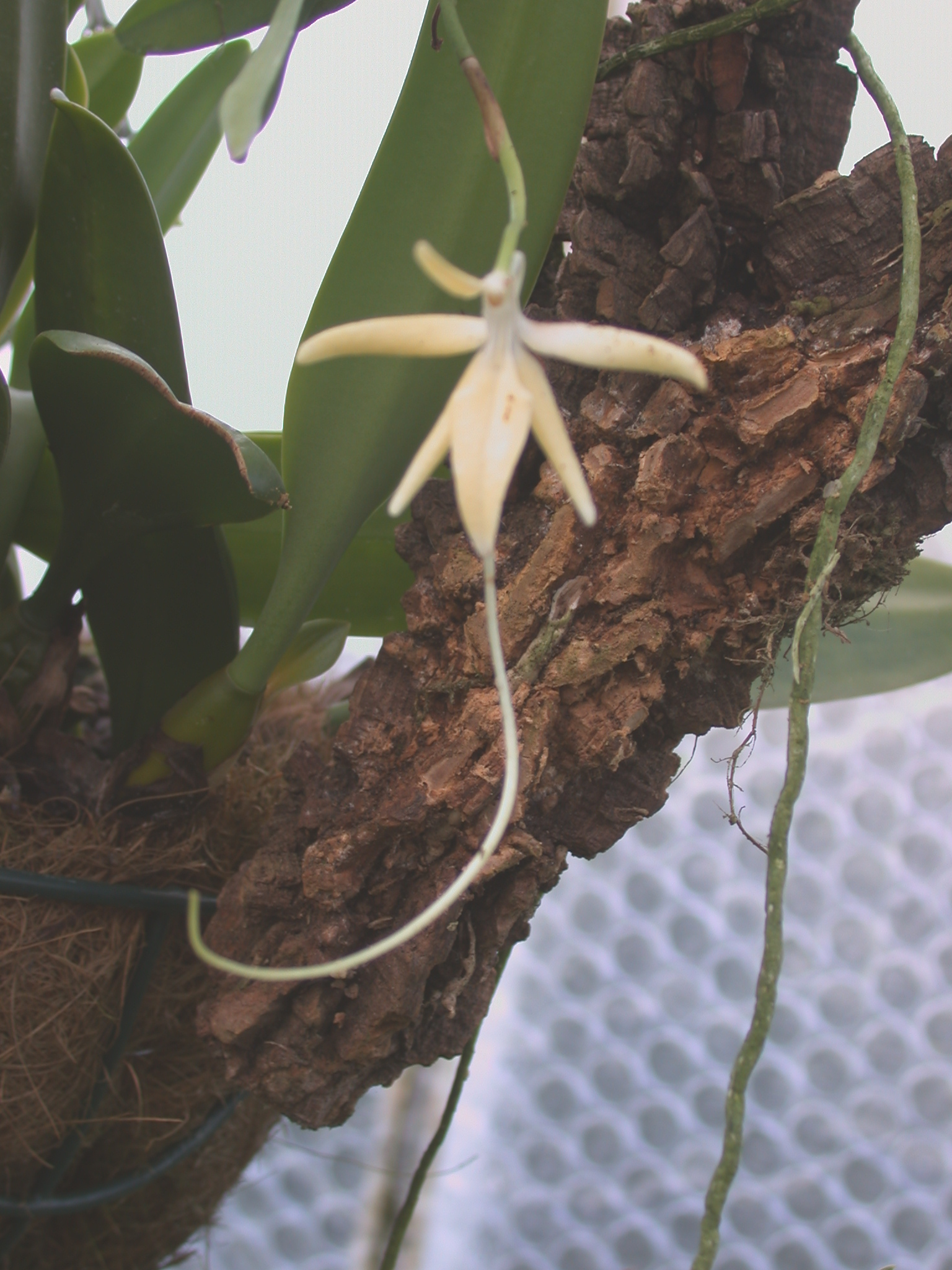